# 科巴列維齊亞
48°26′11″N 22°56′41″E / 48.43639°N 22.94472°E
科巴列維齊亞（烏克蘭語：Кобалевиця）是烏克蘭西部的村莊，隸屬外喀爾巴阡州的胡斯特區。該村面積0.3平方公里，海拔高度384米，2001年人口126，人口密度每平方公里420人。